# Galbifascia
Galbifascia este un gen de muște din familia Tephritidae.

Cladograma conform Catalogue of Life:
| Galbifascia | \| \| Galbifascia quadripunctata \| \| \| \| \| \| Galbifascia sexpunctata \| \| \| \| |
|             | \| \| Galbifascia quadripunctata \| \| \| \| \| \| Galbifascia sexpunctata \| \| \| \| |
|             | Galbifascia quadripunctata                                                             |
|             |                                                                                        |
|             | Galbifascia sexpunctata                                                                |
|             |                                                                                        |